# フィリップ・ド・ノアイユ

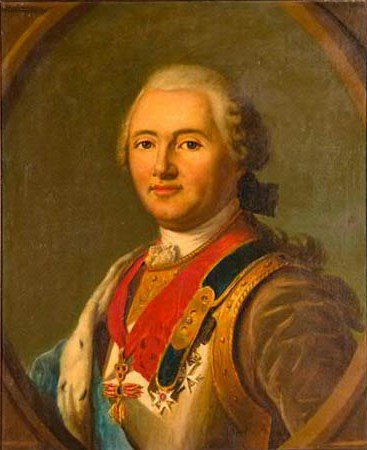
フィリップ・ド・ノアイユ

ノアイユ伯（comte de Noailles）、のちムシー公フィリップ・ド・ノアイユ（Philippe de Noailles, duc de Mouchy、1715年 – 1794年6月27日）は、フランス王国の貴族、軍人。1775年にフランス元帥に叙された。

## 生涯

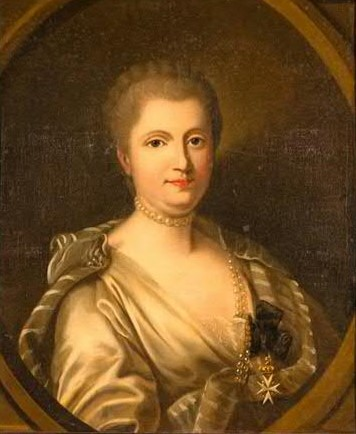
妻アンヌ・クロード・ルイーズ・ダルパジョン

第3代ノアイユ公爵アドリアン・モーリス・ド・ノアイユとフランソワーズ・シャルロット・ドービニェの息子として、1715年に生まれた。兄にあたる第4代ノアイユ公爵ルイ・ド・ノアイユと同じく軍人の道の歩み、七年戦争ではミンデンの戦いなどの戦役に参戦した。1775年、兄と同日にフランス元帥に叙された。
ときの宮廷で気に入られ、妻アンヌ・クロード・ルイーズ・ダルパジョンが王妃マリー・アントワネットの首席女官(Première dame d'honneur)を務めた（アンヌはその性格から王妃に「マダム・エチケット」(Madame Etiquette)というあだ名で呼ばれた）。フランス革命ではこれが仇となり、1794年6月27日に夫婦もろともギロチンで処刑された。
息子に憲法制定国民議会議員を務めたフィリップ＝ルイとルイ・マルク・アントワーヌがいる。